# Merkenstraße
Merkenstraße – stacja metra hamburskiego na linii U2. Stacja została otwarta 31 maja 1970. 

## Położenie
Stacja Merkenstraße położona jest w tunelu pod Möllner Landstraße, w pobliżu skrzyżowania z ulicami: Merkenstraße i Steinbaker Marktstraße.